# Corylopsis glandulifera
Corylopsis glandulifera är en trollhasselart som beskrevs av William Botting Hemsley. Corylopsis glandulifera ingår i släktet Corylopsis och familjen trollhasselfamiljen. Inga underarter finns listade i Catalogue of Life.